# القرضى (جبلة)

تعديل مصدري - تعديل

القرضى هي إحدى قرى عزلة وراف بمديرية جبلة التابعة لمحافظة إب، بلغ تعداد سكانها 93 نسمة حسب تعداد اليمن لعام 2004.